# Viktor Yanushevsky
Viktor Yanushevsky   (Minsk, 23 de gener de 1960 - Berlín, 23 de juny de 1992) és un exfutbolista belarús de la dècada de 1980.
Fou 2 cops internacional amb la selecció de Belarús.
Pel que fa a clubs, defensà els colors de Dinamo Minsk i CSKA Moscou.